# Carrier IQ
Carrier IQ est une entreprise de télécommunication américaine fondée en 2005 à Mountain View dans l'État du Californie aux États-Unis. Elle fournit notamment des services d'analyse à destination des smartphones pour l'industrie du sans fil. La société affirme que son logiciel est déployé dans plus de 150 millions d'appareils dans le monde entier, principalement aux États-Unis. La société est particulièrement connue pour la controverse sur ce même logiciel, accusé de tracer les utilisateurs en violant potentiellement la loi fédérale américaine.

## Historique
Carrier IQ est fondée en 2005 par Konstantin Othmer  d'une scission de Core Mobility de son réseau franchisé.

## Découverte du logiciel
Le 12 novembre 2011, le spécialiste en sécurité informatique Trevor Eckhart dévoile l’existence d’un logiciel caché et développé par Carrier IQ présent dans son téléphone et dans de nombreux modèles de téléphones.
Dans un long article sur son blog, Trevor Eckhart montre que ce logiciel (qu’il qualifie alors de rootkit) est capable de collecter sur des serveurs distants de nombreuses informations sur les utilisateurs, comme la géolocalisation constante des terminaux, l’historique des sites Internet visités ou encore l’ensemble des textes tapés (SMS, emails, notes).
Bien qu’officiellement présenté comme un outil d’analyse utilisé par les opérateurs afin de mesurer la fiabilité de leurs services grâce à des informations concernant l’usage des utilisateurs, l’aspect intrusif (le logiciel est caché et ne peut pas être désactivé simplement) et les problèmes soulevés concernant la protection des données personnelles des utilisateurs suscita une vague d’indignation dans l’opinion alors que l’affaire était largement relayée par les médias,
À la suite de la diffusion de cette affaire, deux grands opérateurs (AT&T et Sprint) ont admis utiliser Carrier IQ aux États-Unis. Le sénateur démocrate Al Franken a demandé à Carrier IQ de s'expliquer sur la nature des données collectées, leur utilisation et leur stockage. Franken veut également savoir si Carrier IQ a divulgué des données utilisateurs en application de lois fédérales ou d'État, ce qui pourrait confirmer les révélations de WikiLeaks selon lesquelles les gouvernements utiliseraient des logiciels espions pour surveiller leurs propres citoyens
.
Le FBI admet plus ou moins détenir des informations obtenues via les logiciels espions de Carrier IQ dans les téléphones mobiles.
En France, les opérateurs Orange et SFR ont déclaré ne pas installer Carrier IQ sur leurs téléphones.

## Juridique

### Dossier Pacilli contre Carrier IQ, Inc.
Les fabricants et opérateurs mobiles AT&T, Sprint, T-Mobile, Motorola, Samsung, HTC et Apple sont poursuivis devant la justice fédérale américaine le 2 décembre 2011 pour leur utilisation des services et logiciels Carrier IQ,.